# Graafschap Hohenlohe-Waldenburg

Hohenlohe-Bartenstein

Het graafschap Hohenlohe-Waldenburg was een tot de Frankische Kreits behorend graafschap binnen het Heilige Roomse Rijk. Het vorstendom had rond 1800 een oppervlakte van 660 km².
Het graafschap Hohenlohe werd in de middeleeuwen verschillende malen verdeeld. In 1551 waren op een na alle takken uitgestorven, maar na de dood van graaf Georg deelden zijn zoons in 1553 de bezittingen:
- Lodewijk Casimir kreeg Neuenstein met Langenburg, Weikersheim, Künzelsau, Kirchberg en Ingelfingen
- Eberhard kreeg Waldenburg met Sindringen, Pfedelbach en Schillingsfürst.
- Georg kreeg Bartenstein (uitgestorven 1554)
- Öhringen bleef gemeenschappelijk bezit.

Na het uitsterven van Hohenlohe-Bartenstein in 1554 werd het bezit verenigd met Hohenlohe-Waldenburg.
Na de dood van graaf Georg Frederik I deelden zijn zoons de bezittingen:
- Lodewijk Eberhard kreeg Pfädelbach en Sindringen (uitgestorven in 1728)
- Philips Hendrik kreeg Waldenburg (uitgestorven in 1679)
- Georg Frederik II kreeg Schillingsfürst en Bartenstein.

Na de dood van graaf Georg Adolf van Hohenlohe-Schillingsfürst in 1656 deelden zijn jongere broers het bezit:
- Christiaan kreeg Bartenstein
- Lodewijk Gustaaf kreeg Schillingsfürst.

De graven van Hohenlohe-Bartenstein en Hohenlohe-Schillingsfürst gingen in 1667 tot het katholicisme over.
Na het uitsterven van Hohenlohe-Waldenburg in 1679 werd het gebied verenigd met Hohenlohe-Schillingsfürst. Na het uitsterven van Hohenlohe-Pfädelbach in 1728 kwam het bezit aan graaf Ferdinand, een jongere zoon van Philips Karel van Hohnlohe-Bartenstein, zodat er (tot 1764) een nieuwe tak Hohenlohe-Pfädelbach ontstond.
Op 21 mei 1744 werden de graven van Hohenlohe-Bartenstein, Hohenlohe-Pfädelbach en Hohenlohe-Schillingsfürst verheven tot rijksvorst. Op 1 augustus 1757 werd Bartenstein en op 14 augustus 1757 het graafschap Waldenburg tot rijksvorstendom verheven.
In 1777 erfde de vorst van Hohenlohe-Bartenstein het ambt Gröningen, dat een onderdeel was van het graafschap Limpurg-Sontheim van zijn moeder.
In 1796 kreeg Hohenlohe-Bartenstein het ambt Werdeck van Pruisen in ruil tegen het ambt Schnelldorf.
Paragraaf 18 van de Reichsdeputationshauptschluss van 25 februari 1803 kende aan vorst Karel van Hohenlohe-Bartenstein (een jongere broer van de regerend vorst) voor het verlies van de heerlijkheid Oberbronn in de Elzas als schadeloosstelling toe: de ambten Lautenbach, Jagstberg en Braunsbach, de tol van Würzburg in Hohenlohe, een aandeel in het dorp Neuenkirchen, het dorp Münster en het oostelijk deel van het gebied van Carlsberg. Dit alles onder de voorwaarde van een gebiedsafstand aan de keurvorst van de Palts (lees Beieren) voor een militaire straat tussen Würzburg en Rothenburg ob der Tauber. Paragraaf 32 kende aan de vorsten van Hohenlohe-Waldenburg-Schillingsfürst en Hohenlohe-Waldenburg-Bartenstein ieder een zetel toe in de raad van vorsten van de Rijksdag.
In 1804 verkocht Hohenlohe-Bartenstein het Limpurgse ambt Gröningen aan Colloredo.
In artikel 24 van de Rijnbondakte van 12 juli 1806 werden de enclaves van het vorstendom Hohenlohe binnen het markgraafdom Ansbach en binnen de rijksstad Rothenburg, met name het hoofdambt Schillingsfürst onder de soevereiniteit van het koninkrijk Beieren gesteld. In de volgende paragraaf werden alle bezittingen van de vorsten van Hohenlohe, met uitzondering van bovengenoemde onder de soevereiniteit van het koninkrijk Württemberg gesteld. Dit was de mediatisering.

## Bezit vorstelijk graafschap Hohenlohe-Waldenburg
Hohenlohe-Bartenstein:
- ambten Bartenstein, Herrenzimmern, Schnelldorf, Sindringen, Pfedelbach en Mainhardt

Hohenlohe-Schillingsfürst:
- ambten Waldenburg, Schillingsfürst, Kupferzell, Adolzfurth en Ohrntal